# Storbeck-Frankendorf
Storbeck-Frankendorf est une commune allemande de l'arrondissement de Prignitz-de-l'Est-Ruppin, Land de Brandebourg.

## Géographie
Storbeck-Frankendorf se situe dans le plateau de Ruppin.
La commune comprend les quartiers de Frankendorf et Storbeck. Ils sont entourés de terres agricoles puis des forêts.
|              | Neuruppin            |           |
| Temnitzquell | Storbeck-Frankendorf | Neuruppin |
|              | Märkisch Linden      |           |

## Histoire
Storbeck est fondé en 1691 par douze familles paysannes de Suisse sur le système fortifié situé en amont du château-fort, presque au même endroit que le village médiéval en contrebas du même nom. L'historien allemand Martin Schultze identifie quatre sites germaniques et deux sites allemands médiévaux dans le district du village.
Le village médiéval est probablement fondé au cours de la colonisation entre les années 1000 et 1200 par des fermiers d'origine saxonne et détruit en 1527 dans les querelles entre le Herrschaft de Ruppin et le duché de Poméranie.
Les fermiers suisses sont des disciples du protestant Ulrich Zwingli. Ils n'ont pas émigré pour des raisons religieuses mais économiques. Ils viennent de communes situées dans les cantons actuels de Bâle, Berne et Zurich.
Le 10 janvier 2002, la municipalité de Storbeck-Frankendorf est créée par la fusion volontaire des municipalités indépendantes Storbeck et Frankendorf.

## Source, notes et références
1. 1 2 3  (de) « Gemeinde Storbeck-Frankendorf », sur Amt Temnitz (consulté le 15 août 2018)
2. ↑  (de) Volkward Busat, « Nikolai- Kirche Alt Ruppin », sur cafehinterhof.de (consulté le 15 août 2018)

- (de) Cet article est partiellement ou en totalité issu de l’article de Wikipédia en allemand intitulé « Storbeck-Frankendorf » (voir la liste des auteurs).